# 西布河乡
西布河乡，是中华人民共和国云南省丽江市宁蒗彝族自治县下辖的一个乡镇级行政单位。

## 行政区划
西布河乡下辖以下地区：
西布河村、石格拉村、大沟村、大屋基村、碧源村、老江河村和麦地河村。